# Duopiramidă
În geometrie o duopiramidă este un politop cvadridimensional sau din dimensiuni superioare, construit din 2 politopuri ortogonale cu laturi care conectează între ele fiecare pereche de vârfuri dintre cele două politopuri. Termenul „duopiramidă” a fost folosit de George Olshevsky, ca dual al unei duoprisme.

## Forme poligonale
Formele cele mai mici dimensionale sunt cvadridimensionale și conectează două poligoane. O p-q duopiramidă, reprezentată printr-un simbol Schläfli { p} + {q} și diagrama Coxeter–Dynkin . 16-celule regulat poate fi văzut ca o 4-4 duopiramidă, , simetrie [[4,2,4]], ordin 128.
Există laturi între toate perechile de vârfuri dintre p-gon și q-gon. 1-scheletul unei duopiramide p-q reprezintă laturile fiecăruia dintre poligoanele p și q, și un graf bipartit complet⁠(d) pq între ele.

### Geometrie
O duopiramidă p-q poate fi văzută ca două poligoane plane regulate cu p și q laturi, cu același centru și orientări ortogonale în spațiu cvadridimensional. Împreună cu cele p și q laturi ale celor două poligoane, toate permutările posibile ale vârfurilor dintr-un poligon cu vârfurile din celălalt poligon definesc laturi. Toate fețele sunt triunghiulare, cu o latură a unui poligon conectată la un vârf al celuilalt poligon. Poligoanele cu laturile p și q sunt „goale”, trec prin centrul politopului și nu formează fețe. Celulele sunt tetraedre construite din toate permutările de perechi de laturi între poligoane.
Poate fi înțeleasă prin analogie cu relația dintre prismele tridimensionale și bipiramidele lor duale cu simbolul Schläfli { } + {p} și un romb bidimensional { } + { }. O bipiramidă poate fi văzută ca o duopiramidă tridimensională degenerată, adăugând o latură peste digonul { } pe axa interioară și adăugând triunghiuri intersectate și tetraedre care conectează acea nouă latură la vârfurile și laturile p-gonului.
Alte 4-politopuri neuniforme pot fi numite duopiramide prin aceeași construcție, ca două poligoane ortogonale și concentrice, conectate de laturi prin toate combinațiile de perechi de vârfuri dintre poligoane. Simetria va fi produsul simetriei celor două poligoane. Deci o duopiramidă dreptunghi-dreptunghi ar fi identică din punct de vedere topologic cu duopiramida 4-4 uniformă, dar cu o simetrie inferioară [2,2,2], ordinul 16, posibil dublată la 32 dacă cele două dreptunghiuri sunt identice.

### Coordonate
Coordonatele unei duopiramide p-q (pe o 3-sferă unitate) sunt:
{\displaystyle (\cos {\frac {2\pi i}{p}},\sin {\frac {2\pi i}{p}},0,0),\quad i=1\dots p}
{\displaystyle (0,0,\cos {\frac {2\pi j}{q}},\sin {\frac {2\pi j}{q}}),\quad j=1\dots q}
Toate perechile de vârfuri sunt conectate prin laturi.

## Proiecții în perspectivă
| 3-3 | 3-4 | 4-4 (16-celule) |
| --- | --- | --------------- |
|     |     |                 |

### Proiecții ortogonale
Cele 2n vârfuri ale unei duopiramide n-n pot fi proiectate ortogonal în două n-goane regulate cu laturi între toate vârfurile fiecărui n-gon.
16-celule regulat poate fi văzută ca o duopiramidă 4-4, fiind duală cu duoprisma 4-4, care este tesseractul. Ca o duopiramidă 4-4, simetria a 16 celule este [4,2,4], de ordinul 64 și dublată la [[4,2,4]], de ordinul 128, cu cele 2 pătrate centrale interschimbabile. 16-celule regulat are o simetrie mai mare [3,3,4], de ordinul 384.
| 3-3             | 5-5 | 7-7 | 9-9   | 11-11 | 13-13 | 15-15 | 17-17 | 19-19 |
| 4-4 (16-celule) | 6-6 | 8-8 | 10-10 | 12-12 | 14-14 | 16-16 | 18-18 | 20-20 |

| 3-4 | 3-5 | 3-6 | 3-8 |
|     | 4-5 | 4-6 |     |

### Exemplu, duopiramidă 6-4
|  |  | Această proiecție stereografică centrată pe un vârf al duopiramidei 6-4 (albastru) cu duoprisma sa duală (maro transparent) În ultimul rând, duopiramida este proiectată pe o direcție perpendiculară pe prima; deci cei doi parametri (6,4) par a fi inversați. Asimetria se datorează proiecției: cei doi parametri sunt simetrici în cvadridimensional. |